# Mackabiaden

Mackabiadens symbol är en större bruten triangel som bildar bokstaven Mem ("מ"). Tre mindre trianglar omger den brutna triangeln så att de tillsammans påminner om Davidsstjärnan.

Mackabiaden (hebreiska: משחקי המכביה eller hebreiska: משחקי המכביה העולמית) är internationella judiska idrottstävlingar som hålls vart fjärde år, året efter de olympiska spelen och kallas ibland de "Judiska olympiska spelen". De är världens tredje största sportarrangemang (efter de olympiska spelen och de panamerikanska spelen) med 9 000 tävlande från 78 olika länder.
Tävlingarna hölls för första gången 1932, och hålls i Israel. De organiseras av Maccabi World Union och den 20:e tävlingen hölls i juli 2017.
Tävlingarna är öppna för judar och israeliska tävlande oavsett religion.
Deltagarna i Mackabiaden delas in i fyra klasser – juniorer, öppen klass, seniorer och funktionshindrade.

## Etymologi
Mackabiaden fick sitt namn efter Judas Mackabaios, en judisk ledare som försvarade sitt land mot Antiochos IV.

## Historik
Ursprungligen hölls Mackabiaden vart tredje år, men sedan den 4:e Mackabiaden hålls den vart fjärde år.

## Lokala tävlingar
Det hålls även lokala tävlingar. Sedan 1992 hålls den europeiska Mackabiaden. 2015 hålls den i Berlin i Tyskland med start den 27 juli och med 2000 utövare från 36 länder som bland annat tävlar på Berlins Olympiastadion. Den svenska delegationen bestod av ungefär 60 personer.